# Augustinus Caspar Kengen
Augustinus Caspar Kengen (Geulle, 18 november 1866 - Maastricht, 17 september 1936) was een Nederlands pastoor, amateurarcheoloog en -historicus.

## Biografie

### Afkomst
Kengen werd geboren als zoon van landbouwer Martinus Hubertus Kengen en Mechtildis Vossen uit Geulle-Snijdersberg. Zijn grootvader Christianus Kengen was van 1853 tot aan zijn overlijden in 1859 burgemeester van Itteren.

### Priester
Hij werd op 2 april 1892 tot priester gewijd en was daarna kapelaan van achtereenvolgens Grathem, Melick en Noorbeek en rector in Banholt, waar hij een Lourdesgrot liet bouwen. Op 25 maart 1915 werd hij pastoor van het dorp Caberg, dat destijds onderdeel was van de gemeente Oud-Vroenhoven. Op 15 november 1935 ging hij met emeritaat.

### Amateurarcheoloog en schrijver
Naast pastoor was Kengen ook een gewaardeerd amateurarcheoloog. Middels zijn vondsten op het plateau van Caberg werd door de priester-archivaris-historicus dr. J.W.H. Goossens (1869-1933), tevens conservator van het Geschied- en Oudheidkundig Museum van Maastricht (waar Kengen vaste medewerker was), voor het eerst de aanwezigheid van de bandkeramische cultuur in Nederland herkend en vastgelegd. Daarnaast genoot hij bekendheid als amateurhistoricus. Onder zijn auteurschap verscheen in 1926 het werk Uit Geul's verleden: wetenswaardigheden van de parochie en de gemeente Geul (Hollandsch-Limburg). In het tijdschrift Limburg publiceerde hij in 1933 het artikel 'Wijn in de streken van Nederlandsch en Belgisch Limburg'.

### Overlijden
Nadat Kengen met emeritaat ging, betrok hij een woning in de Maastrichtse wijk Sint Pieter. Bijna een jaar later overleed hij na een ernstige ziekte. Hij werd onder grote belangstelling begraven op de begraafplaats van Oud-Caberg.